# 太田五葵
太田 五葵（おおた いつき、5月27日 -）は、日本の女性声優。アーツビジョン所属。茨城県出身。

## 来歴
日本ナレーション演技研究所卒業。

## 人物
方言は茨城弁。趣味・特技はイラスト、ショッピング、くじら物集め

## 出演

### テレビアニメ
- エリアの騎士（2012年、ロシア代表7番）
- 黒魔女さんが通る!!（2012年、ランタン）
- バトルスピリッツ ソードアイズ（2012年、ナオヤ）
- クレヨンしんちゃん（2016年、男の子B）
- レイトン ミステリー探偵社 〜カトリーのナゾトキファイル〜（2018年、少年1）

### ゲーム
- étude prologue 〜揺れ動く心のかたち〜（2006年、鮎瀬朱美）
- 妖怪百姫たん!（2014年、骨女[2]）

### ドラマCD
- NightS（細川）

### オーディオドラマ
- クレシェンド[3]（マチルダ）
- 中田ステーションセブン（高岡みなみ[4]）

### 吹き替え

#### 映画
- アポカリプス・ナウ（オーツ）
- マリー・アントワネットに別れをつげて（アリス）

#### ドラマ
- Dr.HOUSE7
- とび蹴りアチョ〜ズ
- ビクトリアス
- マッドメン

### ボイスオーバー
- 世界の巨大工場

### その他コンテンツ
- YOUNG JUMP公式サイト オリジナルムービー「カイチュー!」